# Markthal
Il Markthal o Koopboog è un edificio situato a Rotterdam, nei Paesi Bassi, progettato dallo studio MVRDV.

## Descrizione
È utilizzato per ospitare uffici e appartamenti residenziali e nella parte inferiore della struttura vi è un mercato coperto; è stato inaugurato il 1º ottobre 2014 dalla regina Máxima dei Paesi Bassi.
Nell'edificio vi sono 228 appartamenti, 4600 m² di spazio per negozi al dettaglio e 1600 m² d'area per l'ospitalità e garage per oltre 1200 auto.
Il Markthal è costruito su un villaggio sepolto del IV secolo nel Polder di Westnieuwland.

## Galleria d'immagini

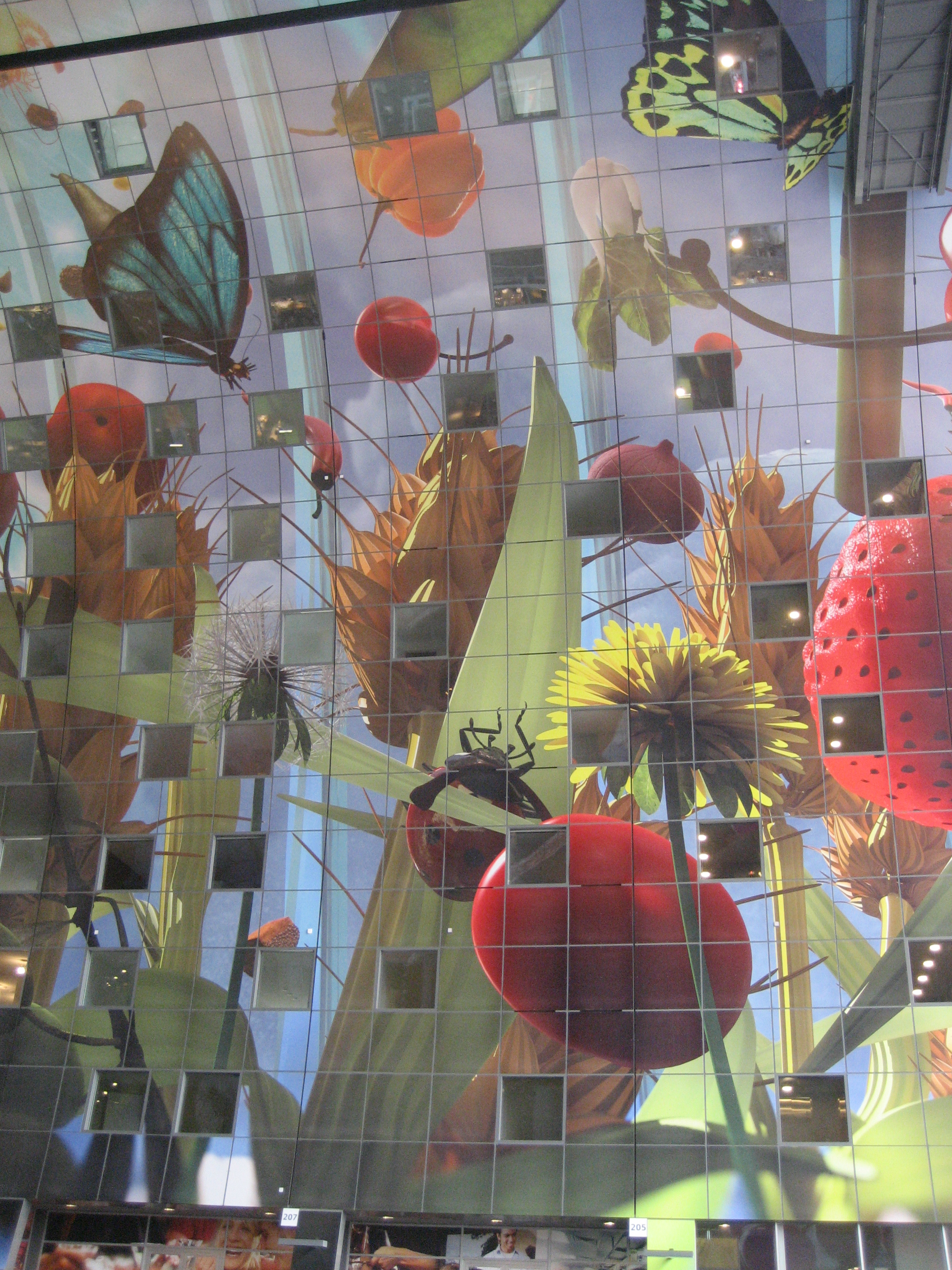
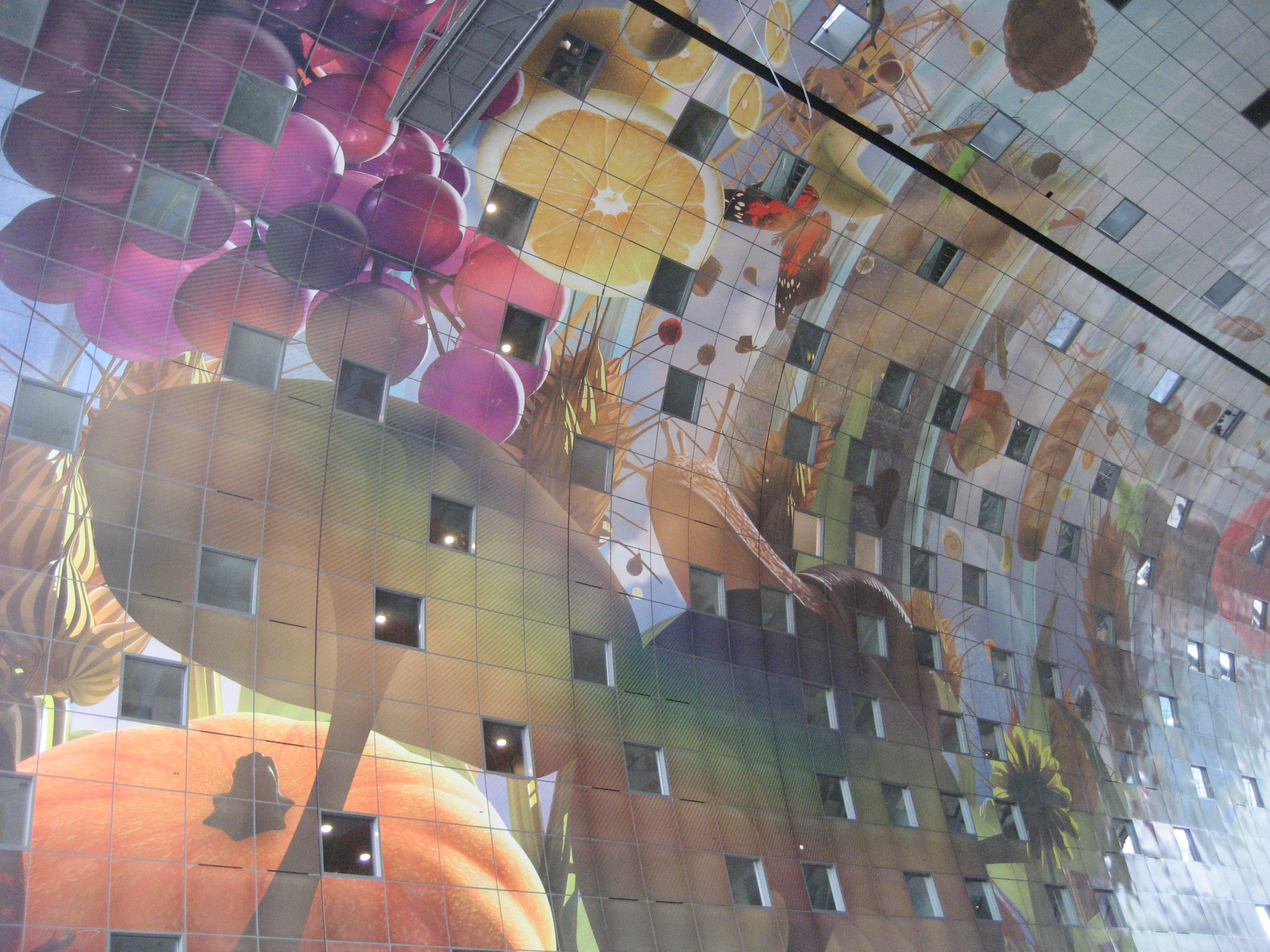
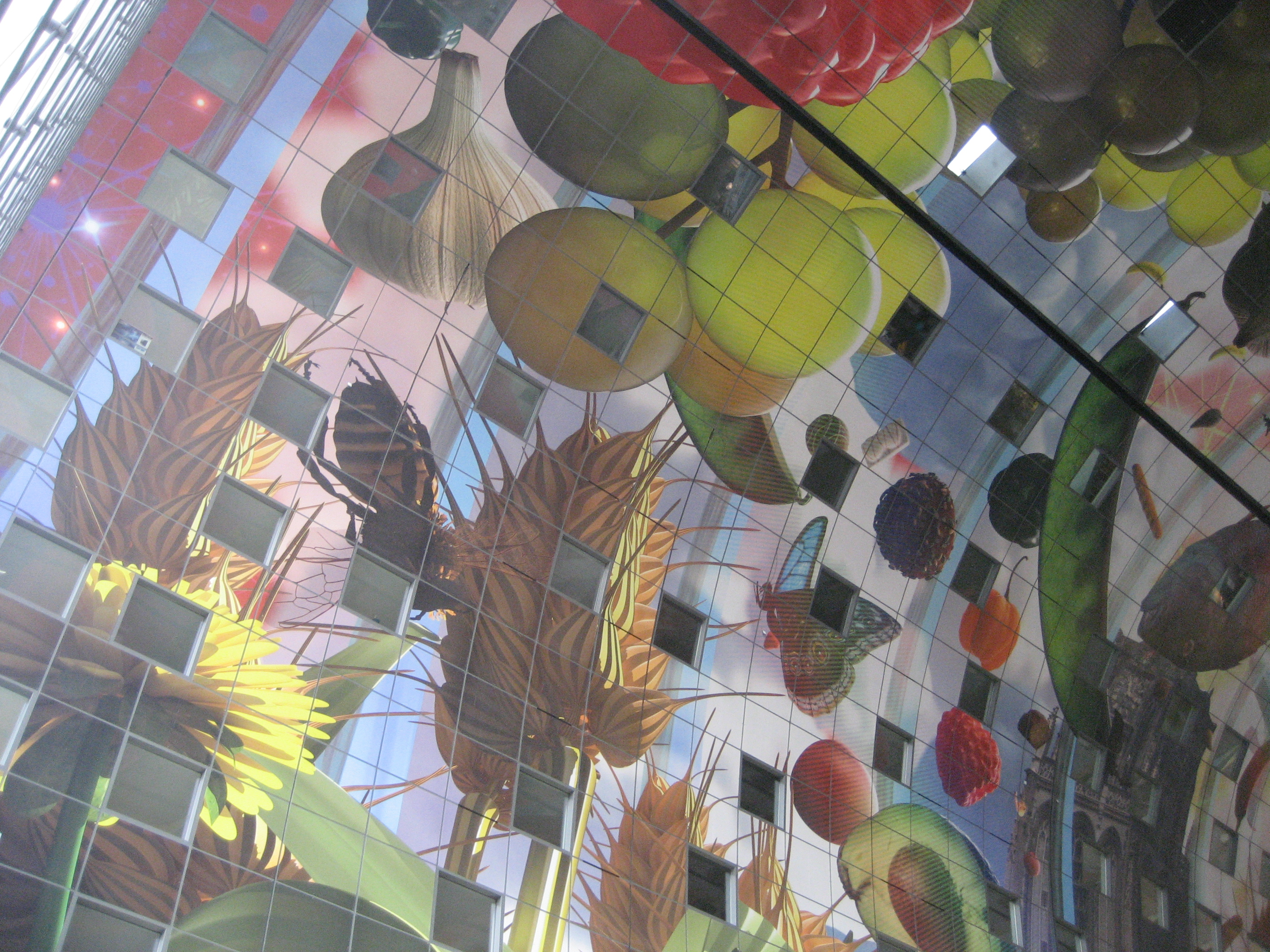
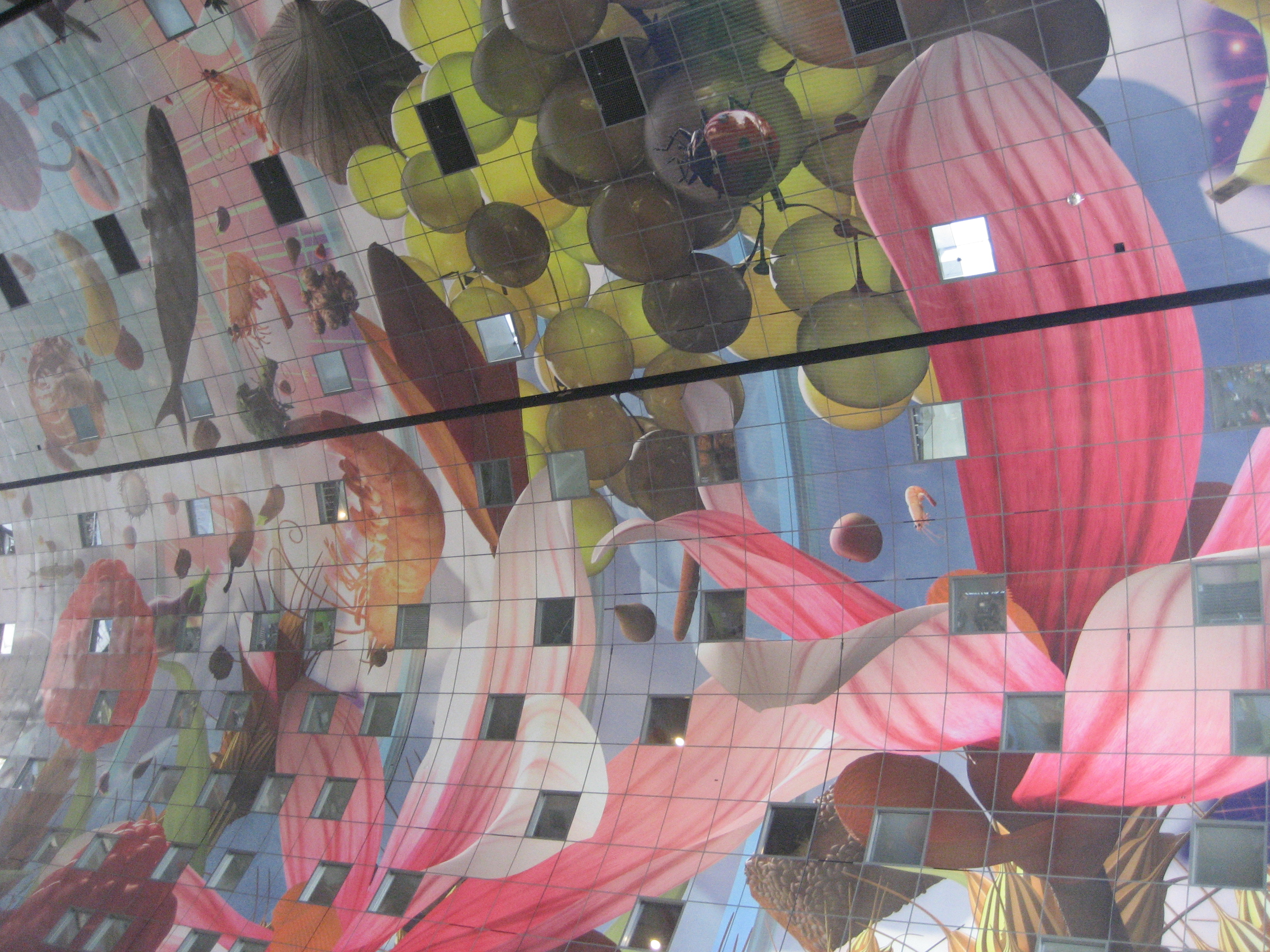